# Furong Hu
Furong Hu (chinesisch 芙蓉湖 ‚Hibiskussee‘) ist ein See auf Fisher Island vor der Ingrid-Christensen-Küste des ostantarktischen Prinzessin-Elisabeth-Lands. Er liegt östlich des Ping Hu.
Chinesische Wissenschaftler benannten ihn 1982 im Zuge von Vermessungs- und Kartierungsarbeiten.